# Croomia heterosepala
Croomia heterosepala là một loài thực vật có hoa trong họ Stemonaceae. Loài này được (Baker) Okuyama miêu tả khoa học đầu tiên năm 1944.